# 花榈木
花榈木（学名：Ormosia henryi）为豆科红豆属下的一个种。

## 扩展阅读
維基物種上的相關：花榈木